# Jadis
Jadis est une nouvelle de Guy de Maupassant, parue en 1880.

## Historique
Jadis est initialement publiée dans la revue Le Gaulois du 13 septembre 1880, puis dans la revue Gil Blas du 30 octobre 1883, sous le pseudonyme de Maufrigneuse, avant d’être reprise dans le recueil posthume Le Colporteur en 1900.

## Résumé
Dans le château familial, la jeune Berthe fait la lecture du journal à sa grand-mère. Les pages politiques ne la passionnent pas, elle veut entendre parler d’amour.
Berthe lit l’histoire d’une femme qui a jeté du vitriol à la figure de la maîtresse de son mari, et qui a été acquittée sous les applaudissements de la foule. Puis, c’est une femme mûre qui tire des coups de revolver sur son jeune amant : il est estropié, mais elle est également acquittée. 
La grand-mère est révoltée par ces méthodes violentes ; Berthe au contraire les approuve : pour elle le mariage, c’est le grand amour, c'est sacré.
La grand-mère, qui a la mentalité du XVIIIe siècle, est pour le libertinage, les galanteries ; Berthe, la petite-fille, pour la fidélité dans le mariage. Sa grand-mère lui prédit qu’elle sera malheureuse si elle croit au grand amour.

## Éditions
- Jadis, dans Maupassant, Contes et Nouvelles, volume I, texte établi et annoté par Louis Forestier, éditions Gallimard, Bibliothèque de la Pléiade, 1974  (ISBN 978-2-07-010805-3).